# Vier klassieke romans
De vier klassieke romans (Chinees: 四大名著, Pinyin sì dà míng zhù) van de Chinese literatuur, zijn vier romans die doorgaans worden beschouwd als de grootste en meest invloedrijke werken uit klassieke Chinese fictie. Deze boeken zijn vandaag de dag nog steeds bij veel mensen bekend. Ze dienen niet te worden verward met de Vier Boeken van het Confucianisme.
De romans, in chronologische volgorde van uitgave, zijn:
- Roman van de Drie Koninkrijken (14e eeuw)
- Verhaal van de wateroever  (14e eeuw)
- De reis naar het westen (16e eeuw)
- Droom van de Rode Kamer (18e eeuw)